# Neuseeländische Urfrösche

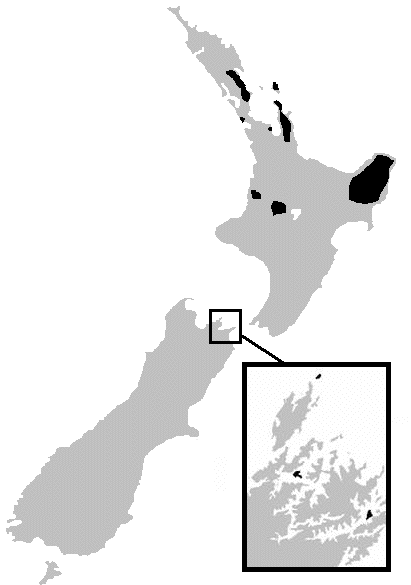
Heutige Verbreitung der Gattung Leiopelma in Neuseeland

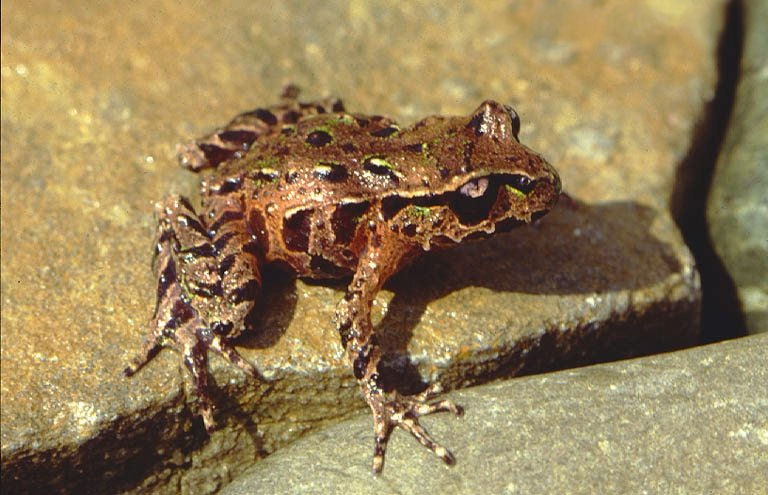
Leiopelma archeyi

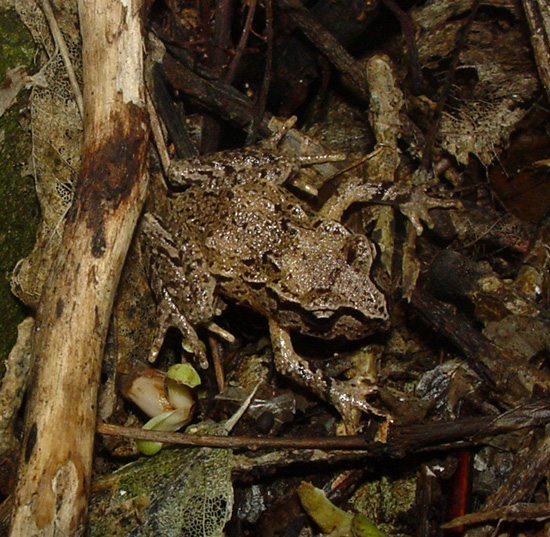
Leiopelma hamiltoni

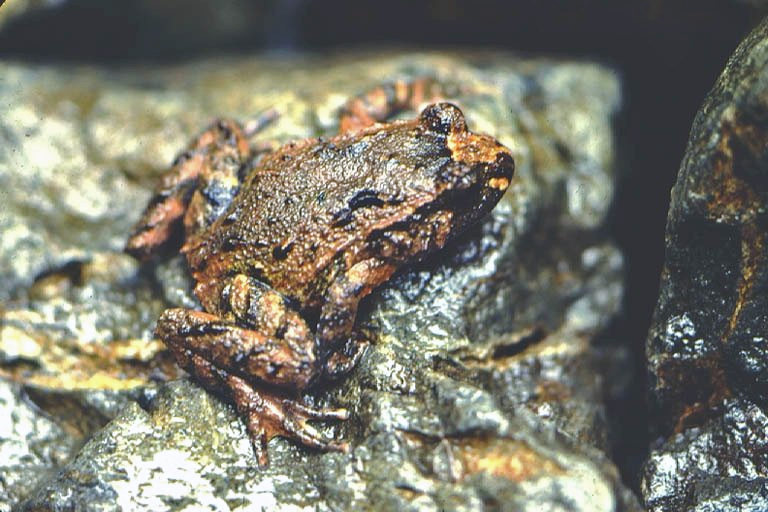
Leiopelma hochstetteri

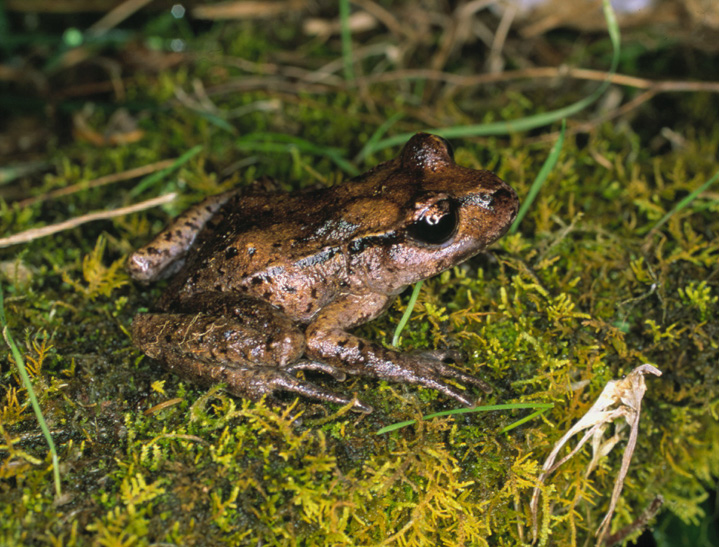
Leiopelma pakeka

Die Neuseeländischen Urfrösche (Leiopelmatidae) sind eine Familie von Froschlurchen, deren Arten heute nur auf der Nordinsel von Neuseeland oder auf kleinen, der Südinsel vorgelagerten Felseninseln, wie Stephens Island und Maud Island, vorkommen.
Sie gehören zu den urtümlichsten Froschlurchen der Welt (vergleiche: Archaeobatrachia) und sind sogenannte lebende Fossilien. Als ihre nächsten rezenten Verwandten gelten die nordamerikanischen Schwanzfrösche (Ascaphidae), mit denen sie zumindest einige anatomische Gemeinsamkeiten wie etwa neun Rückenwirbel aufweisen. Von manchen Autoren werden die beiden Ascaphus-Arten deshalb auch direkt der Familie Leiopelmatidae zugeordnet.

## Merkmale und Lebensweise
Neuseeländische Urfrösche sind eher unscheinbare und relativ kleine Froschlurche – Vertreter heute lebender Arten erreichen maximal 5 cm Kopf-Rumpf-Länge – mit breitem Kopf, runden Pupillen, oberseits glatter bis leicht warziger Haut sowie glatthäutigen Fußsohlen. Anders als viele andere Frösche können sie die Zunge nicht hervorschnellen lassen; stattdessen werden Nahrungstiere durch Vorstoßen des Körpers erbeutet. Wenn sie schwimmen, benutzen sie ihre Hinterbeine nicht gleichzeitig (wie die meisten Froschlurche), sondern immer abwechselnd. Neuseeländische Urfrösche sind nachtaktiv und die Männchen äußern keine Paarungsrufe. Die Tiere können allerdings quieken, wenn sie sich bedroht fühlen. Beim Amplexus wird das Weibchen vom Männchen in der Lendengegend geklammert. Es findet kein aquatiles Kaulquappenstadium, sondern eine direkte Entwicklung der Eier statt. Die Gelege werden von den Erwachsenen bewacht. Bei zwei Arten (Leiopelma archeyi und L. hamiltoni) klettern die Schlüpflinge auf den Rücken der Elterntiere, um dort ihre Entwicklung zu vollenden.

## Taxonomie
Rezent sind vier Arten bekannt, die zur Gattung Leiopelma zusammengefasst werden:
- Gattung Leiopelma Fitzinger, 1861
  - Art Leiopelma archeyi Turbott, 1942 – Archey-Frosch
  - Art Leiopelma hamiltoni McCulloch, 1919 – Hamilton-Frosch
  - Art Leiopelma hochstetteri Fitzinger, 1861 – Hochstetter-Frosch
  - Art Leiopelma pakeka Bell, Daugherty & Hay, 1998 – Maud-Island-Frosch

Darüber hinaus gibt es zahlreiche fossile Funde auch von weiteren Inseln um Neuseeland. Zu diesen ausgestorbenen Arten zählen:
- Leiopelma markhami Worthy, 1987
- Leiopelma auroraensis Worthy, 1987
- Leiopelma waitomoensis Worthy, 1987
- Leiopelma acricarina Worthy, Tennyson, Scofield & Hand, 2013
- Leiopelma miocaenale Worthy, Tennyson, Scofield & Hand, 2013
- Leiopelma bishopi Easton, Tennyson & Rawlence, 2021

Leiopelma waitomoensis war mit einer Kopf-Rumpf-Länge von 10 cm deutlich größer als rezente Formen.

## Hintergründe, Gefährdung
Nachdem es bis zum Jahr 1964 nur fünfzehn Sichtungen von Leiopelma hamiltoni gab, unternahmen der deutsche Tierfilmer Eugen Schuhmacher und sein Kameramann Helmuth Barth eine Reise nach Stephens Island. So entstanden die ersten Filmaufnahmen (zu sehen im Kinofilm Die letzten Paradiese von 1967) dieser Frösche, deren Familie schon zur Dinosaurierzeit existiert hat.
Die Neuseeländischen Urfrösche sind je nach Art gefährdet bis akut vom Aussterben bedroht und auf den Hauptinseln bereits zum größten Teil unter anderem durch eingeführte Tierarten ausgerottet worden. Auch eine Pilzerkrankung (siehe: Chytridiomykose) wird für den Rückgang dieser (und vieler anderer Amphibien weltweit) mitverantwortlich gemacht. Auf Stephens Island machen zudem Brückenechsen Jagd auf die schon stark geschwächten Bestände der Urfrösche, so dass ihre Brutplätze durch echsensichere Zäune geschützt werden mussten.

## Sonstige Amphibien Neuseelands
Zur heutigen Amphibienfauna Neuseelands zählen neben den ursprünglich einheimischen Leiopelma-Arten lediglich noch drei weitere, vom Menschen eingeführte Froscharten – die zu den Australischen Laubfröschen gehörenden Litoria aurea, Litoria ewingii und Litoria raniformis. Zwei davon besiedeln – im Gegensatz zu Leiopelma – auch die gesamte Südinsel und Stewart Island.